# Polyscias pinnata
Polyscias pinnata är en araliaväxtart som beskrevs av Johann Reinhold Forster och Georg Forster.
Polyscias pinnata ingår i släktet Polyscias och familjen Araliaceae. Inga underarter finns listade i Catalogue of Life.